# Pilkever
De pilkever (Byrrhus pilula) is een keversoort uit de familie pilkevers (Byrrhidae). De wetenschappelijke naam van de soort werd in 1758 als Dermestes pilula gepubliceerd door Carl Linnaeus.
De kevers zijn bruin tot zwart met weinig opvallende rijen van lichtere en donkere markeringen op de dekschilden. Bij dreigend gevaar houden ze zich dood; ze kunnen poten en andere aanhangsels in groeven onderaan het lichaam intrekken zodat ze op een konijnenkeutel lijken. Ze leven in grassen en mossen en zijn erg traag. Ze zijn 7 tot 10 mm lang.